# Huang Huidan
Huang Huidan (黃慧丹S, Huáng HuìdānP; Liuzhou, 16 maggio 1996) è una ginnasta cinese, membro della squadra nazionale vincitrice della medaglia d'oro ai Giochi Asiatici di Incheon e d'argento ai Campionati Mondiali di Nanning.
Nel 2013 diventa campionessa mondiale alle parallele, mentre nel 2014 vince la medaglia d'argento.

## Carriera

### Junior
La Huang debutta con la nazionale cinese junior nel 2009. Nel 2010 compete ai campionati asiatici, dove vince l'oro con la squadra.

### Senior
La Huang diventa senior nel 2012. Partecipa ai campionati cinesi in maggio, vincendo l'argento a parallele, arrivando seconda solo dietro la campionessa olimpica uscente He Kexin. Prende parte anche ai campionati asiatici vincendo l'oro con la squadra cinese, nonché nuovamente l'argento alle parallele.
Il successo maggiore della Huang avviene nel 2013, anno in cui si laurea campionessa nazionale alle parallele, nonché campionessa mondiale in questa stessa specialità ai Campionati di Anversa 2013.
Nel 2014, la Huang vince l'argento a parallele ai campionati cinesi, dietro la connazionale Yao Jinnan; a settembre partecipa agli Asian Games, trionfando con la squadra e vincendo un altro argento a parallele dietro la connazionale Yao Jinnan. Prende parte ai campionati mondiali di Nanning 2014, dove è una delle favorite per vincere l'oro alle parallele. Nella finale a squadre la nazionale cinese arriva al secondo posto con un totale di 172,587 punti, staccata dalla nazionale statunitense di circa 7 punti. Individualmente la Huang si qualifica alla finale a parallele con il secondo punteggio (15.333) e conferma il secondo posto in finale, migliorando il punteggio di qualifica (15.566).